# Waringscher Satz (Analysis)
Der Waringsche Satz ist ein mathematischer Lehrsatz aus dem mathematischen Teilgebiet der Analysis, der dem Mathematiker Edward Waring zugerechnet wird. Der Satz ist eng verwandt mit dem Satz von Rolle.

## Formulierung des Satzes
Der Satz lässt sich folgendermaßen angeben:
Gegeben seien eine reelle Polynomfunktion {\displaystyle f\colon \mathbb {R} \to \mathbb {R} } sowie drei reelle Zahlen {\displaystyle a,b,c\in \mathbb {R} }.

Dabei soll gelten:
 (I) {\displaystyle a<b}.
 (II) {\displaystyle a} und {\displaystyle b} sind Nullstellen von {\displaystyle f}.
 (III) Im offenen Intervall {\displaystyle ]a,b[} liegt keine Nullstelle von {\displaystyle f}.
 (IV) {\displaystyle g\colon \mathbb {R} \to \mathbb {R} } ist die zugehörige Polynomfunktion mit {\displaystyle g(x)=f'(x)+c\cdot f(x)\;(x\in \mathbb {R} )}.

Dann gilt:
{\displaystyle g} besitzt im offenen Intervall {\displaystyle ]a,b[} eine ungerade Anzahl von Nullstellen und – insbesondere! – stets mindestens eine.